# Sceloporus variabilis
Sceloporus variabilis е вид влечуго от семейство Phrynosomatidae.

## Разпространение
Видът е разпространен в Белиз, Гватемала, Коста Рика, Мексико, Никарагуа, Салвадор, САЩ и Хондурас.